# Estación Porta Larga
La Estación Porta Larga es una de las estaciones del Metro de Recife, situada en Jaboatão dos Guararapes, entre la Estación Aeropuerto y la Estación Monte dos Guararapes. Fue inaugurada en 2009.